# Lenka Bezděčíková
Lenka Bezděčíková (Ostrava, 1º aprile 1969) è un'ex cestista cecoslovacca.

## Carriera
Con la Cecoslovacchia ha disputato i Campionati europei del 1989, vincendo la medaglia d'argento.